# Сен Яго, Томми
Томми Сен Яго (нидерл. Tommy St. Jago; род. 3 января 2000 года, Утрехт) — нидерландский футболист, защитник бельгийского клуба «Мехелен».

## Клубная карьера
Сен Яго — воспитанник клубов ДВСУ, «Аякс» и «Утрехт». В 2019 году в поединке против «Роды» Томми дебютировал за дублирующий состав последних в Эрстедивизи. В начале 2020 года в матче против АДО Ден Хааг он дебютировал в Эредивизи.
1 сентября 2023 года перешёл в «Виллем II», подписав двухлетний контракт.
Летом 2025 года перешёл в бельгийский «Мехелен», подписав трёхлетний контракт до середины 2028 года.

## Международная карьера
В 2017 году в составе юношеской сборной Нидерландов Сен Яго принял участие в юношеском чемпионате Европы в Хорватии. На турнире он сыграл в матчах против команд Норвегии, Англии и Германии.

## Достижения
«Виллем II»
- Победитель Первого дивизиона Нидерландов: 2023/24